# Alexander Bischoff
Alexander Bischoff (* 27. November 1992 in Waiblingen-Bittenfeld) ist ein deutscher Handballspieler. Seine Körpergröße beträgt 1,89 m.
Bischoff, der dem Kader der 2. Mannschaft des TVB 1898 Stuttgart in der Oberliga Baden-Württemberg angehört, wurde in den Spielzeiten 2013/14 und 2014/15 in insgesamt 16 Spielen auch in der 1. Mannschaft des TVB in der 2. Bundesliga eingesetzt. Er erzielte dabei vier Tore. Am Ende der Saison 2014/15 stieg Bischoff mit dem TVB in die Handball-Bundesliga auf. In der Bundesliga gehörte Bischoff erstmals am 3. Spieltag der Saison 2016/17 dem Kader des nun unter dem Namen TVB 1898 Stuttgart antretenden Vereins an.
Er bekleidet die Position als Kreisläufer.